# Boy Kill Boy
Boy Kill Boy war eine Rockband aus London, die 2004 gegründet wurde, jedoch in dem Jahr auch für einige Monate auf Eis gelegt wurde. Die Musik weist Einflüsse aus New Wave und Post-Punk auf, weshalb sie in einigen Magazinen immer wieder mit der Band Editors verglichen werden.

## Werdegang
Ihre Debütsingle Suzie erschien im Mai 2005. Ende 2005 brachten sie mit Civil Sin den bis dahin wohl bekanntesten Song heraus, was unter anderem auch daran lag, dass er Teil des Fifa-07-Soundtracks ist. Das dazugehörige Album Civilian erschien im Mai 2006, erhielt durchgehend wohlwollende Kritiken und erreichte Platz 16 der UK Album Charts.
Einen Monat nach der Veröffentlichung ihres zweiten Albums „Stars and the Sea“ im März 2008 verloren sie den Vertrag mit ihrer Plattenfirma. Am 12. Oktober 2008 gaben sie über ihre Myspace-Seite ihre Monate zuvor vollzogene Trennung bekannt.
Chris Peck hat mittlerweile ein neues Projekt gegründet, auf YouTube postete er das Video eines Songs mit dem Namen Riversong, während Pete Carr in der Band von Marina and the Diamonds Keyboard spielt.

## Diskografie

### Alben
| Jahr | Titel           | Höchstplatzierung, Gesamtwochen, AuszeichnungChartsChartplatzierungen (Jahr, Titel, Platzierungen, Wochen, Auszeichnungen, Anmerkungen) | Anmerkungen |
| Jahr | Titel           | UK | Anmerkungen |
| ---- | --------------- | --- | ----------- |
| 2006 | Civilian        | UK16 Silber · (4 Wo.)UK |             |
| 2008 | Stars & The Sea | UK98 (1 Wo.)UK |             |

### Singles
| Jahr | Titel Album            | Höchstplatzierung, Gesamtwochen, AuszeichnungChartsChartplatzierungen (Jahr, Titel, Album, Platzierungen, Wochen, Auszeichnungen, Anmerkungen) | Anmerkungen |
| Jahr | Titel Album            | UK | Anmerkungen |
| ---- | ---------------------- | --- | ----------- |
| 2006 | Back Again Civilian    | UK26 (3 Wo.)UK | Re-Release  |
| 2006 | Suzie Civilian         | UK17 (5 Wo.)UK | Re-Release  |
| 2006 | Civil Sin Civilian     | UK44 (2 Wo.)UK | Re-Release  |
| 2006 | Shoot Me Down Civilian | UK63 (1 Wo.)UK |             |

Weitere Veröffentlichungen
- 2005: Suzie/Last Of The Great
- 2005: Civil Sin
- 2007: No Conversation
- 2008: Promises